# Street Party
Albums de Black Oak Arkansas
High on the Hog
(1973) Ain't Life Grand
(1975)
Singles
1. Dancing in the Streets
Sortie : 2 août 1974
2. Hey Ya'll
Sortie : 20 septembre 1974

Street Party est le cinquième album du groupe de rock américain, Black Oak Arkansas. Il est sorti en juillet 1974 sur le label Atco.

## Historique
Comme ses prédécesseurs, il a été enregistré aux Criteria Studios à Miami et fut produit par Tom Dowd. Il comprend la reprise de Dancing in the Street, un hit de la Motown interprété à l'origine en 1964 par Martha and the Vandellas et Dixie, une chanson traditionnelle du Sud des États-Unis.
Cet album se classa à la 56e place du Billboard 200.
Street Party est le dernier enregistrement auquel participe le guitariste soliste Harvey Jett.

## Liste des morceaux de musique
Toutes les chansons sont signées par Black Oak Arkansas, sauf Dancing in the Street signée William Stevenson, Ivy Jo Hunter et Marvin Gaye et Dixie qui est une chanson populaire.
| 1. | Dancing in the Streets | 2:33 |
| 2. | Sting Me               | 2:46 |
| 3. | Good Good Woman        | 3:12 |
| 4. | Jailbait               | 2:24 |
| 5. | Sure Been Workin' Hard | 3:20 |
| 6. | Son Of A Gun           | 4:28 |

| 7.  | Brink Of Creation                                  | 0:30 |
| 8.  | I'm A Man                                          | 3:40 |
| 9.  | Goin' Home                                         | 3:21 |
| 10. | Dixie                                              | 3:38 |
| 11. | Everybody Wants To See Heaven, Nobody Wants To Die | 3:03 |
| 12. | Hey Ya'll                                          | 4:05 |
| 13. | Brink Of Creation                                  | 0:30 |

## Composition du groupe pour l'enregistrement
- Jim Dandy Mangrum : chant, planche à laver.
- Rickie Lee Reynolds : guitare rythmique, chœurs.
- Pat Daugherty : basse, chœurs.
- Harvey Jett : guitare solo, chœurs.
- Stanley Knight : guitare solo, claviers, chœurs.
- Tommy Aldridge : batterie, percussions.

## Invitée spéciale
- Miss Ruby Starr : chant sur Sure Been Workin' Hard

## Charts
Charts albums
| Pays       | Durée du classement | Meilleur classement |
| ---------- | ------------------- | ------------------- |
| États-Unis | 12 semaines         | 56e                 |
| Canada     | 8 semaines          | 52e                 |

Charts single
| Date | Single                 | Chart           | Durée du classement | Position |
| ---- | ---------------------- | --------------- | ------------------- | -------- |
| 1974 | Dancing in the Streets | RPM Top Singles | 2 semaines          | 77e      |